# Campeonato Sudamericano de Béisbol
El Campeonato Sudamericano de Béisbol es la competencia Sudamérica del deporte en mayores y participan las selecciones afiliadas a la Confederación Sudamericana de Béisbol (CONSUBE), La primera edición se disputó en 1957 con la participación de  3 países Argentina, Brasil y Perú. Cabe resaltar que es un torneo de carácter amateur y no participan jugadores profesionales.
La vigente campeona es Argentina, que consiguió su séptimo título en la edición de 2024.

## Historia
El 27 de octubre de 1957 en Sao Paulo se realizó el primer torneo con la participación de tres selecciones en una ronda única entre Argentina, Brasil y Perú finalizando campeón Brasil con dos victorias, Perú se llevó la plata luego de vencer 5-2 en el último juego a la selección Argentina. Dos años después en 1959 se realizó el segundo torneo en Santiago de Chile integrando así dos selecciones más con el debut de Ecuador y Chile, fue la única edición en la que dos equipos fueron campeones debido al empate entre Brasil y Argentina con registro de 3-1 en una ronda única. 
Venezuela participó por primera vez en la tercera edición organizada en 1961 siendo campeón invicto con registro de 4-0 el cual se definió en la última fecha ante Brasil, ambos equipos se enfrentaron estando igualados con registro de 3-0 aquel duelo finalizó 7-5. El torneo se trasladó a Buenos Aires en 1963 regresando al torneo Ecuador y ausentándose el vigente campeón Venezuela, el equipo Ecuatoriano finalizó campeón invicto con registro de 4-0 y una impresionante ofensiva donde anotó 56 carreras y solo recibió 4, Perú permaneció en el podio por cuarta edición consecutiva ganando dos plata en las primeras ediciones y dos bronces en el último par de eventos. 
El torneo continuó organizándose cada dos años sin interrupción desde 1966 donde Ecuador revalidó el título anterior, hasta 1973 con tres títulos consecutivos de Brasil y el regreso de Venezuela en la novena edición cuando se interrumpió el torneo por 31 años.
La décima edición de manera oficial regreso en 2004 con la participación de los cinco equipos de las primeras ediciones, Argentina, Chile, Ecuador, Perú y un equipo juvenil de Brasil debido a que este también se encontraba disputando los clasificatorios a la Copa Mundial de Béisbol de 2005 junto a Venezuela y Colombia que se ausentaron en el torneo este último logró entrar al Mundial junto a Brasil mientras los cariocas juveniles perdían el oro Suramericano ante Argentina en la final 3-1. La revancha para Brasil llegó en 2005 ganando el oro ante Venezuela mientras Ecuador obtuvo el bronce ante Colombia y argentina ocupó el último lugar con la ausencia de Chile y Perú. 
Buenos Aires reapareció el torneo de la COSUBE en su décima segunda edición de 2011 con seis equipos, Argentina, Bolivia, Brasil, Chile, Ecuador y Perú, los locales fueron campeones ante Ecuador con marcador 5-0 en la final, Brasil obtuvo el bronce ante Chile al ganar 10-0, Argentina repite el título en Guayaquil para la edición de 2012 con la ausencia de Brasil
Después de 43 años el torneo regresó a Chile en Santiago siendo campeón por tercera vez consecutivamente Argentina ante su rival tradicional Brasil en un apretado juego que finalizó 1-0. Dos años después, disputó la siguiente edición con la selección Colombia de regreso al torneo, quedándose con el oro por primera vez en 2015, y el bronce en 2016, siendo esta su última participación en el torneo.
Luego de la ausencia del torneo en 2017, solo cuatro equipos regresaron al más reciente torneo de 2018 el cual otorgó un cupo a los Juegos Panamericanos de 2019 el cual se llevó Argentina junto al oro, Brasil la plata, Chile el bronce y Bolivia el cuarto lugar.
En 2022 se realizó el último campeonato que debe un cupo a los  Juegos Panamericanos de 2023, el cual Brasil se llevó el oro.

## Participantes

### Edición 2024
- Argentina
- Brasil
- Chile
- Perú
- Ecuador

### Ediciones anteriores
- Colombia (Hasta 2016)
- Venezuela (Hasta 2005)
- Bolivia (Hasta 2022)

## Historial
| Campeonato Sudamericano - CONSUB | Campeonato Sudamericano - CONSUB | Campeonato Sudamericano - CONSUB | Campeonato Sudamericano - CONSUB | Campeonato Sudamericano - CONSUB | Campeonato Sudamericano - CONSUB |
| Años                             | Sedes                            | Posición                         | Posición                         | Posición                         | Posición                         |
| Años                             | Sedes                            | Oros                             | Platas                           | Bronces                          |                                  |
| -------------------------------- | -------------------------------- | -------------------------------- | -------------------------------- | -------------------------------- | -------------------------------- |
| I - 1957                         | São Paulo                        | Brasil                           | Perú                             | Argentina                        |                                  |
| II - 1959                        | Santiago                         | Brasil Argentina                 | Perú                             | Ecuador                          |                                  |
| III - 1961                       | Lima                             | Venezuela                        | Brasil                           | Perú                             |                                  |
| IV - 1963                        | Buenos Aires                     | Ecuador                          | Brasil                           | Perú                             |                                  |
| V - 1966                         | Guayaquil                        | Ecuador                          | Brasil                           | Perú                             |                                  |
| VI - 1968                        | São Paulo                        | Brasil                           | Argentina                        | Perú                             |                                  |
| VII - 1970                       | Antofagasta                      | Brasil                           | Perú                             | Argentina                        |                                  |
| VIII - 1971                      | Lima                             | Brasil                           | Ecuador                          | Perú                             |                                  |
| IX - 1973                        | Argentina                        | Venezuela                        | Brasil                           | Argentina                        |                                  |
| X - 2004                         | Buenos Aires                     | Argentina                        | Brasil                           | Ecuador                          |                                  |
| XI - 2005                        | São Paulo                        | Brasil                           | Venezuela                        | Ecuador                          |                                  |
| XII - 2011                       | Buenos Aires                     | Argentina                        | Ecuador                          | Brasil                           |                                  |
| XIII - 2012                      | Guayaquil                        | Argentina                        | Ecuador                          | Perú                             |                                  |
| XIV - 2013                       | Santiago                         | Argentina                        | Brasil                           | Ecuador                          |                                  |
| XV - 2015                        | Brasil                           | Colombia                         | Brasil                           | Perú                             |                                  |
| XVI - 2016                       | Buenos Aires                     | Brasil                           | Argentina                        | Colombia                         |                                  |
| XVII - 2018                      | Buenos Aires                     | Argentina                        | Brasil                           | Chile                            |                                  |
| XVIII - 2022                     | Lima                             | Brasil                           | Argentina                        | Ecuador                          |                                  |
| XIX - 2024                       | Lima                             | Argentina                        | Brasil                           | Chile                            |                                  |

## Medalleros históricos
Los equipos aparecen de acuerdo a los criterios del Comité Olímpico Internacional y no con respecto a la IBAF.
| Núm. | País      | Oro | Plata | Bronce | Total |
| ---- | --------- | --- | ----- | ------ | ----- |
| 1    | Brasil    | 8   | 9     | 1      | 18    |
| 2    | Argentina | 7   | 4     | 2      | 13    |
| 3    | Ecuador   | 2   | 3     | 5      | 10    |
| 4    | Venezuela | 2   | 1     | 0      | 3     |
| 5    | Colombia  | 1   | 0     | 1      | 2     |
| 6    | Perú      | 0   | 3     | 8      | 11    |
| 7    | Chile     | 0   | 0     | 2      | 2     |